# Цмин тяньшанский
Бессмертник тяньшанский (лат. Helichrysum thianschanicum) — многолетнее травянистое растение, вид рода Бессмертник (Helichrysum) семейства Астровые (Asteraceae).

## Распространение и экология
Ареал вида охватывает Памиро-Алай, Джунгарию и Кашгар. Описан из Кульджи.
Произрастает по каменистым и песчаным местам, на галечниках и береговых террасах, по сухим склонам, на высоте от нескольких сот до 3000 м над уровнем моря.

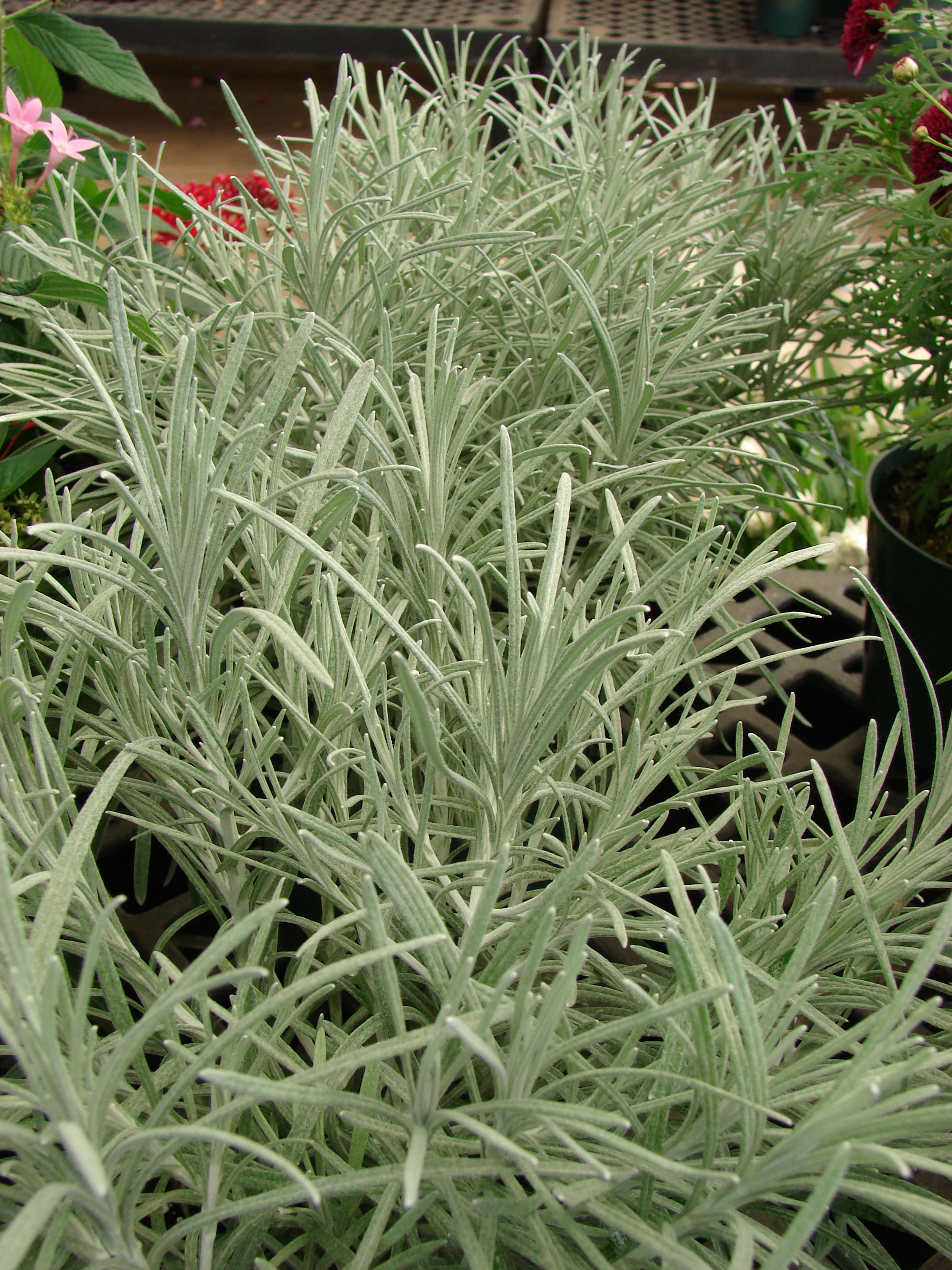
Листья.

## Ботаническое описание
Корень толщиной до 1 см, деревянистый, волокнисто-расщепляющийся, многоглавый. Цветущие стебли высотой 35—40 (до 60) см, многочисленные или в числе нескольких, примерно от середины ветвистые, реже стебли простые, с тонкими веточками длиной 5—12 см, покрытыми, как и все растение, тонким густым беловато-сероватым войлочным опушением.
Листья бесплодных побегов линейно-лопатчатые, шире и длиннее линейно-ланцетовидных приострённых листьев цветущих стеблей.
Корзинки примерно 25-цветковые, на концах побегов и ветвей, собранные чаще по 3—6 или более, суженно-колокольчатые или обратно-конические, на цветоносах, почти равных длине корзинки, или же последние почти сидячие. Листочки обёртки в числе около 30, жёлтые, довольно рыхло-черепитчато расположенные в 6—7 рядов, в верхней части оттопыренные, в нижней половине по спинке войлочно опушенные, самые наружные ланцетовидные и в 2—3 раза короче внутренних, линейно-ланцетовидных или лопатчатых, на верхушке притуплённых или усечённых листочков.
Хохолок примерно из 40 очень тонких волосков.

## Таксономия
Вид Бессмертник тяньшанский входит в род Бессмертник (Helichrysum) трибы Gnaphalieae подсемейства Астровые (Asteroideae) семейства Астровые (Asteraceae) порядка Астроцветные (Asterales).
|  |                                      |  |                                                              |                                                              |                    |  | ещё 12 семейств (согласно Системе APG III) | ещё 12 семейств (согласно Системе APG III)    |                                               |  |  |  | ещё 20 триб (согласно Системе APG III)         | ещё 20 триб (согласно Системе APG III)         |  |  |  |  | ещё от 500 до 600 видов | ещё от 500 до 600 видов |
|  |                                      |  |                                                              |                                                              |                    |  | ещё 12 семейств (согласно Системе APG III) | ещё 12 семейств (согласно Системе APG III)    |                                               |  |  |  | ещё 20 триб (согласно Системе APG III)         | ещё 20 триб (согласно Системе APG III)         |  |  |  |  | ещё от 500 до 600 видов | ещё от 500 до 600 видов |
|  |                                      |  |                                                              | порядок Астроцветные                                         |                    |  |                                            |                                               | подсемейство Астровые                         |  |  |  |                                                | род Бессмертник                                |  |  |  |  |                         |                         |
|  |                                      |  |                                                              | порядок Астроцветные                                         |                    |  |                                            |                                               | подсемейство Астровые                         |  |  |  |                                                | род Бессмертник                                |  |  |  |  |                         |                         |
|  | отдел Цветковые, или Покрытосеменные |  |                                                              |                                                              | семейство Астровые |  |                                            |                                               | триба Gnaphalieae                             |  |  |  | вид Бессмертник тяньшанский                    |                                                |  |  |  |  |                         |                         |
|  | отдел Цветковые, или Покрытосеменные |  |                                                              |                                                              |                    |  |                                            |                                               |                                               |  |  |  |                                                |                                                |  |  |  |  |                         |                         |
|  |                                      |  | ещё 44 порядка цветковых растений (согласно Системе APG III) | ещё 44 порядка цветковых растений (согласно Системе APG III) |                    |  |                                            | ещё 11 подсемейств (согласно Системе APG III) | ещё 11 подсемейств (согласно Системе APG III) |  |  |  | ещё более 130 родов (согласно Системе APG III) | ещё более 130 родов (согласно Системе APG III) |  |  |  |  |                         |                         |
|  |                                      |  |                                                              | ещё 44 порядка цветковых растений (согласно Системе APG III) |                    |  |                                            |                                               | ещё 11 подсемейств (согласно Системе APG III) |  |  |  |                                                | ещё более 130 родов (согласно Системе APG III) |  |  |  |  |                         |                         |